# Corydalus australis
Corydalus australis là một loài côn trùng trong họ Corydalidae thuộc bộ Megaloptera. Loài này được Contreras-Ramos miêu tả năm 1998.